# تومي ماسون (لاعب كرة قدم)
تومي ماسون (بالإنجليزية: Tommy Mason)‏ هو لاعب كرة قدم بريطاني في مركز الوسط، ولد في 20 فبراير 1953 في باكيستون في المملكة المتحدة. لعب مع برايتون أند هوف ألبيون.